# Szczurekia
Szczurekia is een geslacht van hooiwagens uit de familie Cosmetidae.
De wetenschappelijke naam Szczurekia is voor het eerst geldig gepubliceerd door M. A. González-Sponga in 1992. 

## Soorten
Szczurekia omvat de volgende 4 soorten:
- Szczurekia dianae
- Szczurekia frigida
- Szczurekia petrae
- Szczurekia virginis